# Péninsule de Cassandra
Pour les articles homonymes, voir Cassandre (homonymie).
La péninsule de Cassandra, en grec moderne : Χερσόνησος Κασσάνδρας, Chersónisos Kassándras, est la péninsule la plus occidentale de la Chalcidique en Grèce.
Elle tire son nom de la cité antique de Cassandréia.

## Géographie
La péninsule de Cassandra est située entre le golfe Thermaïque à l'ouest et le golfe Toronéen à l'est. Ces deux golfes communiquent entre eux par le canal de Potidée, creusé dans l'Antiquité à travers l'isthme qui relie au nord la péninsule à la Chalcidique près de Potidée et Nea Potidea (en).
Son territoire est partagé depuis 2011 entre les dèmes de Cassandra (qui a absorbé le dème de Pallíni) et, pour une petite partie, Nea Propontida.

## Histoire
Le nom antique de la péninsule de Cassandra est Παλλήνη / Pallênê. Elle abritait les cités antiques de Sané (en), Mendè, Scione, Therambos, Égé, Néapolis (en), Aphytis (en), la plupart colonies d'Érétrie. Au Ier siècle, Strabon cite les cinq cités suivantes : Cassandréia (fondée par Cassandre de Macédoine sur le site de l'antique Potidée), Aphytis, Mendé, Scione et Sané.
Hérodote mentionne que la Pallène portait auparavant le nom de Φλέγρα / Phlégra, le lieu de l'affrontement entre les dieux et les Géants.
Le rhéteur romain Polyen, d'origine macédonienne, rapporte au IIe siècle que, selon lui, la péninsule prend le nom de Pallène (Παλλήνη / Pallênê) en raison des Nauprestides : des Pelléniens, habitants de la ville de Pellène (Πελλήνη / Pellênê) en Achaïe, en Grèce continentale, revenant de la guerre de Troie dans une navigation errante abordèrent la péninsule. Sur l'incitation de la sœur de Priam, Aithia, les captives troyennes des Grecs mirent le feu au navire. Désormais bloquées dans ce lieu et cherchant des ressources pour survivre, ils s'emparent de ce qui est devenu la ville de Scione. Le mythographe Conon raconte une histoire similaire.